# ラボイ・アレン
ラボイ・アレン  (Lavoy Allen 1989年2月4日は、アメリカ合衆国ニュージャージー州トレントン生まれ、ペンシルバニア州モーリスビル出身のプロバスケットボール選手。NBAのインディアナ・ペイサーズなどに所属していた。ポジションはパワーフォワード。

## 経歴
テンプル大学で4年間活躍した後に2011年のNBAドラフトで地元のフィラデルフィア・76ersから50位で指名されてNBA入り。地味ながらインサイドで奮闘し、76ersのプレーオフ進出と1回戦突破に貢献し、オフには2年600万ドルで契約を延長した。

2014年2月20日、インディアナ・ペイサーズに移籍した。